# Esthétique japonaise

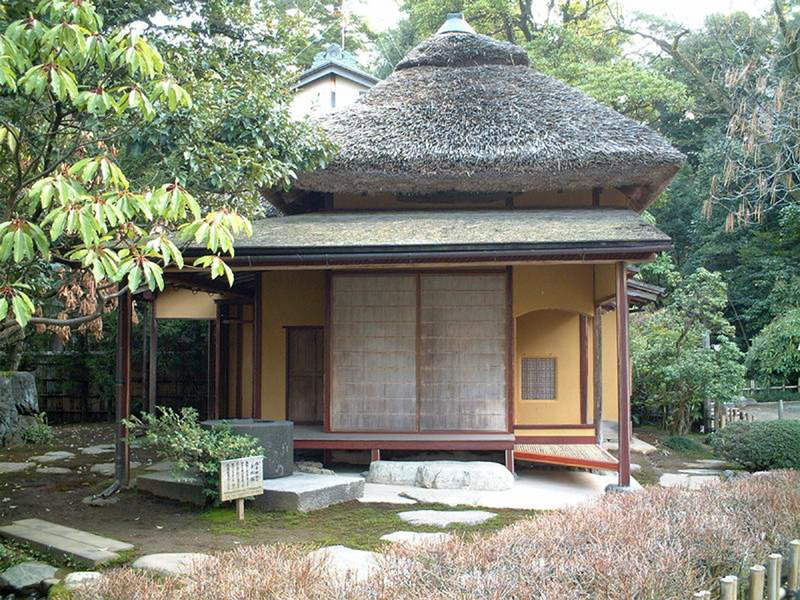
Une maison de thé japonaise, reflétant les idéaux wabi-sabi.

Pour les articles homonymes, voir Esthétique (homonymie).
L'esthétique japonaise est l'approche des notions esthétiques voisines de la beauté ou du bon goût dans la culture japonaise traditionnelle et moderne.

## Description
Bien que cette approche soit considérée dans la société occidentale essentiellement comme une étude philosophique, elle est considérée au Japon comme un élément indissociable de la vie quotidienne et spirituelle.
Par ses aspects religieux, l'esthétique japonaise est fortement influencée par le bouddhisme. Elle est particulièrement développée dans le bouddhisme zen et le chanoyu. Le chanoyu comporte de nombreux aspects : construction, jardin et utilisation des végétaux (bonsaï, ikebana, kusamono), tissus et vêtements (kimono), poterie, artisanat de bambou, calligraphie, fonderie, cuisine…

## Idéaux esthétiques
- Iki
- Kawaii
- Wabi et sabi, ou plus généralement wabi-sabi
- Mono no aware
- Yūgen
- Superflat